# Лоповок, Лев Михайлович
Лев Михайлович Лоповок (29 июля 1918 — 29 ноября 1992) — советский и украинский учёный, математик, кандидат педагогических наук (1961), профессор (1991).

## Биография
Родился в семье рабочего, отец — Михаил Абрамович Лоповок, был наборщиком, работал в типографиях с 1898 до самой смерти в 1938, а мать Вера Леонтьевна Лоповок, работала на трикотажной фабрике, с 1931 в магазинах, через несколько дней после оккупации Полтавы немецко-фашистскими войсками мать и сестра в числе других 6500 евреев были арестованы и расстреляны. В 1929 окончил 2-ю трудовую школу и поступил в Полтавский автодорожный техникум, который окончил в 1934. Затем работал в Кременчуге начальником изыскательной партии до января 1936. После чего с января по 1 сентября того же года был преподавателем Полтавского дорожного техникума и одновременно экстерном учился в ХАДИ, где в августе 1936 получил диплом инженера-автодорожника. С сентября 1936 начал работать в школе преподавателем математики, немецкого языка и черчения. В 1937 продолжил учиться заочно, поступив на физико-математический факультет Полтавского учительского института. Участвовал в Великой Отечественной войне, прошёл с боями от Запорожья до Кремса. В 1946 демобилизовался. В январе 1949 окончил заочное отделение физико-математического факультета Винницкого педагогического института и летом этого же года поступил в заочную аспирантуру Академии педагогических наук. В 1961 по совокупности работ получил научную степень кандидата педагогических наук. С 1962 работает на кафедре геометрии и методики математики в Ворошиловградском педагогическом институте, с 1963 заведующий этой кафедрой. Готовил и проводил многочисленные математические конкурсы и олимпиады, выступал на научных конференциях, по приглашению читал лекции в СССР и за рубежом. Звание профессора получил в 1991 и опять по совокупности трудов. Проводятся интеллектуальные игры, посвящённые его памяти. 

## Память
Именем Л.М. Лоповка названа средняя специализированная физико-математическая школа №1 в г. Луганске.

## Публикации
Им написаны более 70 книг и 150 статей, работы издавались на русском, украинском, болгарском, немецком, венгерском, чешском, польском, сербском и румынском языках, как за рубежом, так и в республиках Союза. Его статьи публиковались в самых престижных научно-методических журналах «Квант», «Математика в школе», «Семья и школа».
- Лоповок Л. М. Тысяча проблемных задач по математике: Кн. для учащихся. — М.: Просвещение, 1995. — 239 с.; ISBN 5-09-003849-X.
- Лоповок Л. М. Сборник задач по геометрии для 6-8 классов : Пособие для учителя. Под ред. Тесленко И. Ф. - Киев : Рад. шк., 1983. - 96 с. : ил.; 20 см. [3]
- Лоповок Л. М. Факультативные задания по геометрии для 7-11 классов : Пособие для учителя. - Киев : Рад. шк., 1990. - 127 с., л. ил. : ил.; 21 см.; ISBN 5-330-01206-6.[4]
- Лоповок Л. М. Сборник задач по геометрии для 10-11 классов: Учеб. пособ. - Киев: Образование, 1993. - 160 с.
- Лоповок Л. М. Воспитательная работа на уроках геометрии в 6-8 кл. - К.; Советов. шк., 1985. - 112 с.
- Лоповок Л. М. Сборник задач для 9-10 кл.: Дидактические материалы для учителей. - К.: Советов.шк., 1984. - 120 с.
- Лоповок Л. М. Математика на досуге: книга для учащихся сред. школьного возраста. - М.: Просвещение, 1981. - 158 с.
- Лоповок Л. М. Повторение материала на уроках математики : Из опыта работы учителей Луганщины. - Луганск, 1968 . - 6 с.
- Лоповок Л. М. Математики продолжают поиски. - Луганск : Луганская городская типография, 1967 . - 6 с.
- Лоповок Л. М. Изображение круглых тел. - К.: Советов. шк., 1960. - 65 сек.
- Лоповок Л. М., Цървенков В. Математически диктовки. - София : Народна просвета, - 1966. - 73 с.